# Обелиск-монумент «Батыйа» (Оленёк)
«Обелиск-монумент «Батыйа», посвященный 50-летию Победы в Великой Отечественной войне» — мемориальная скульптурная композиция, посвящённая памяти воинов погибших в годы Великой Отечественной войны в селе Оленёк, Оленёкского улуса, Республики Саха (Якутия). Памятник истории и культуры местного значения.

## Общая информация
После победоносного окончания Великой Отечественной войны в городах и сёлах республики Якутия стали активно возводить первые памятники и мемориалы, посвящённые павшим солдатам. Обелиск-монумент «Батыйа» был установлен в самом центре села Оленёк Оленёкского улуса, вблизи к зданию администрации, в 1995 году. Торжественное открытие объекта прошло 2 июля. Автором памятника выступил скульптор Пётр Николаевич Романов.

## Описание памятника
Памятник представляет собой большую мемориальную композицию, центральной фигурой которой является монумент «Батыйа», выполненный из железобетона. В виде барельефа на монумент нанесена большая фигура скорбящей матери и ребенка. Имеется надпись на монументе «50 лет Победы. 1941—1945». Рядом установлена прямоугольная стела из железобетона, а также бетонная плита с пятиконечной звездой. Элементом благоустройства культового места является квадратный цветник с надписью «Никто не забыт, ничто не забыто. Ким да умнуллубат, туох да умнуллубат». Памятный мемориал обнесён металлическим ограждением. 
В соответствии с Приказом Министерства культуры и духовного развития Республики Саха (Якутия) "О включении выявленного объекта культурного наследия «Обелиск-монумент „Батыйа“, посвященный 50-летию Победы в Великой Отечественной войне», расположенного по адресу: Республика Саха (Якутия), Оленекский эвенкийский национальный район, с. Оленек", памятник внесён в реестр объектов культурного наследия народов Российской Федерации и охраняется государством.